# Kunice Żarskie (gromada)
Kunice Żarskie – dawna gromada, czyli najmniejsza jednostka podziału terytorialnego Polskiej Rzeczypospolitej Ludowej w latach 1954–1972.
Gromady, z gromadzkimi radami narodowymi (GRN) jako organami władzy najniższego stopnia na wsi, funkcjonowały od reformy reorganizującej administrację wiejską przeprowadzonej jesienią 1954 do momentu ich zniesienia z dniem 1 stycznia 1973, tym samym wypierając organizację gminną w latach 1954–1972.
Gromadę Kunice Żarskie z siedzibą GRN w Kunicach Żarskich (obecnie w granicach Żar jako Kunice) utworzono – jako jedną z 8759 gromad na obszarze Polski – w powiecie żarskim w woj. zielonogórskim na mocy uchwały nr V/30/54 WRN w Zielonej Górze z dnia 5 października 1954. W skład jednostki weszły obszary dotychczasowych gromad Kunice Żarskie, Marszów i Siodło ze zniesionej gminy Kadłubia w tymże powiecie. Dla gromady ustalono 22 członków gromadzkiej rady narodowej.
1 stycznia 1958 z gromady Kunice Żarskie wyłączono wieś Marszów, włączając ją do nowo utworzonej gromady Żary w tymże powiecie, po czym gromadę Kunice Żarskie zniesiono nadając jej status osiedla (obejmując zatem Kunice Żarskie i Siodło). 1 stycznia 1969 Kunice Żarskie otrzymały status miasta, 1 stycznia 1972 odłączono od nich Siodło, a 1 stycznia 1973 zostały włączone do Żar.